# Chenopodioideae
Chenopodioideae es una subfamilia de las amarantáceas, considerada hasta época reciente como una familia (Chenopodiaceae) y reclasificada recientemente en vista de los estudios genéticos, que indican que es monofilética con las restantes subfamilias de las amarantáceas. Incluye unas 1400 especies repartidas en un centenar de géneros.

## Descripción
Las quenopodioideas son por lo general plantas herbáceas (salvo algunos arbustos y trepadoras), y son relativamente comunes en todas las regiones del orbe.
Hojas simples, alternas. Otras carecen de hojas. Con borde entero.
Flores pequeñas en inflorescencias, hermafroditas o unisexuales.
Algunas están adaptadas para ambientes halofíticos y xerofíticos, por esto pueden presentar suculencia, tricomas, y fotosíntesis por vía C4.
Acumulan solutos no tóxicos en las raíces.
Área de distribución: Zonas costeras de regiones mediterráneas y marismas
Fórmula floral: P1-5 A1-5 G1 Supero
Fruto: Utrículo
Entre las quenopodioideas más conocidas, se pueden citar:
- del género Chenopodium la quinoa;
- del género Spinacia, las espinacas;
- del género Dysphania, el epazote o paico;
- del género Atriplex, el abanico de mar.

## Géneros
| - Archiatriplex - Atriplex - Axyris - Baolia - Blitum - Ceratocarpus - Chenopodiastrum - Chenopodium - Dysphania - Exomis - Extriplex - Grayia - Halimione - Holmbergia | - Krascheninnikovia - Lipandra - Manochlamys - Microgynoecium - Micromonolepis - Neomonolepis - Nitrophila - Oxybasis - Proatriplex - Spinacia - Stutzia - Suckleya - Suaeda - Teloxys |